# Seat Bolero

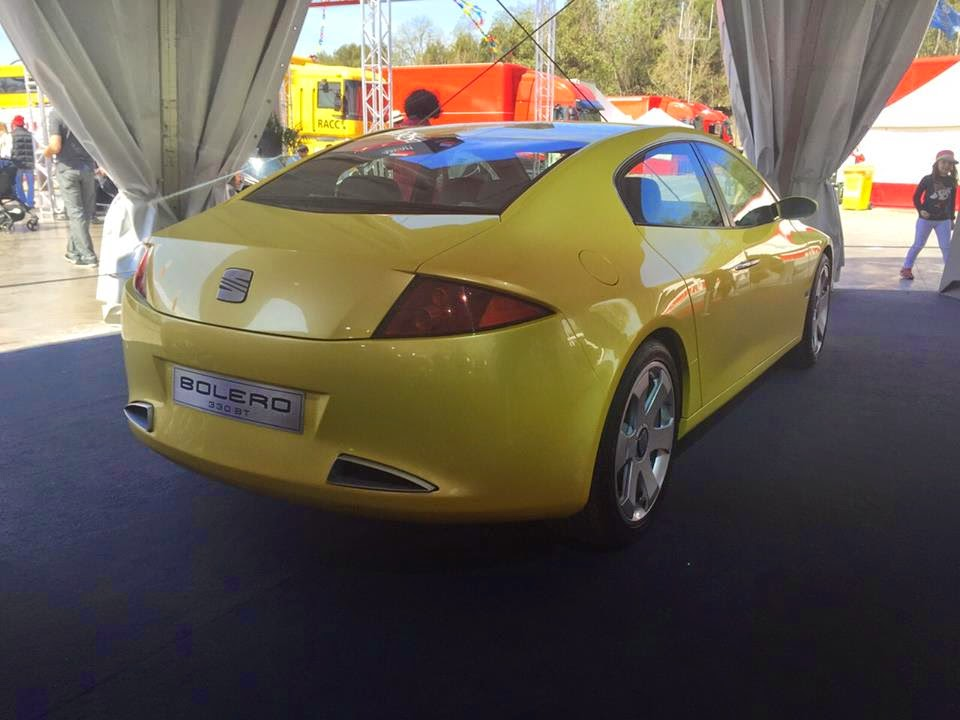
Heckansicht

Seat Bolero 330 BT ist ein Konzeptfahrzeug des spanischen Automobilherstellers Seat, das 1998 als Einzelstück auf dem Genfer Auto-Salon vorgestellt wurde. Dabei handelt es sich um eine sportlich ausgelegte, viertürige Stufenhecklimousine, die auf dem VW Golf Syncro basiert. Ursprünglich sollte unter demselben Namen ein Serienmodell entstehen, das jedoch nicht realisiert wurde. Erst seit 2009 wird mit dem Seat Exeo ein vergleichbares Modell vermarktet, das jedoch technisch nicht mit dem Seat Bolero verwandt ist.
Entworfen wurde der 4,52 Meter lange Bolero von Erwin Himmel und dem Seat-Designzentrum. Die Türen der Designstudie sind nicht an konventionellen Scharnieren befestigt, sondern gegenläufig öffnende Schwenktüren. Eine B-Säule gibt es nicht. Das Aussehen der Front mit den breiten, aber flachen Scheinwerfern findet sich am 1999 erschienenen Seat Leon wieder. Äußerlich auffällig sind ebenso die gelbe Lackierung und die 19-Zoll-Leichtmetallräder. Im schwarz und silber gehaltenen Innenraum wird Leder und Aluminium verwendet und die Mittelkonsole wird von zwei Holmen gehalten, in denen auch der Automatikwählhebel integriert ist.
Ein 2,8-Liter-V6-Ottomotor mit Bi-Turbo-Aufladung (daher BT) und 242 kW (330 PS) beschleunigt die Studie in etwa fünf Sekunden von 0 auf 100 km/h und bis maximal 273 km/h. Das Drehmoment von 500 Nm wird auf ein Sechsstufen-Automatikgetriebe übertragen und per Allradantrieb mit Torsenmitteldifferential auf alle Räder verteilt.